# Franz Knapitsch
Franz Knapitsch (* als Franz von Knapitsch am 1. Juni 1911 auf Schloss Mayerhofen, Kärnten; † 24. Mai 1980 in Wien) war österreichischer Gutsbesitzer, Politiker und Landtagsabgeordneter aus dem Adelsgeschlecht Knappitsch.
Franz von Knapitsch wurde im Sinne des Monarchismus erzogen und wurde Gutsbesitzer in St. Salvator (Gut Mayerhofen). In der Ersten Republik trat er dem Landbund bei. Dem autoritären Ständestaat 1934–1938 stand er ablehnend gegenüber. Nach dem „Anschluss“ wurde er aus wirtschaftlichen und opportunistischen Gründen NSDAP-Mitglied und profitierte von den „Arisierungen“ durch den Erwerb der „Chemischen Fabrik Saturn G.m.b.H.“ von ihrem jüdischen Vorbesitzer. 1943 wurde er aufgrund seiner monarchistischen Einstellung aus der NSDAP ausgeschlossen und 1943/44 für vier Monate inhaftiert.
In der Zweiten Republik wollte er sich in der Österreichischen Volkspartei engagieren, wurde aber von Josef Ostertschnig für dessen Demokratische Partei Österreichs (DPÖ) angeworben. Er unterstützte die Partei mit einer Spende von 66.000 Schilling, verfasste einige monarchistische Artikel für die Parteizeitung, in denen er sich etwa für eine Volksabstimmung über die Staatsform Österreichs als Republik oder Monarchie aussprach. Im November 1945 wurde Knapitsch Parteiobmann. Bei der Landtagswahl in Kärnten 1945 zog er als einziger Vertreter der DPÖ in den Kärntner Landtag ein. Allerdings schied er dort bald wieder aus, nachdem auf seinem Gut Mayerhofen NS-Material und Schieberware gefunden wurde, und er am 10. Jänner 1946 verhaftet worden war. Auch wurde ihm vorgeworfen, sich bereits ab 1934 für die illegale NSDAP betätigt zu haben. Im September 1947 wurde er in erster Instanz vom Volksgericht Graz zu 10 Monaten schwerem Kerker verurteilt. Ferner wurde er von einem britischen Militärgericht wegen Besitzes von alliiertem Gut zu sieben Monaten Gefängnis, und vom Landesgericht Klagenfurt wegen Betrugs zu neun Monaten Gefängnis verurteilt. Er bekämpfte die Verurteilung durch das Volksgericht und erreichte 1953, dass er vom Vorwurf der illegalen NSDAP-Mitgliedschaft vor 1938 freigesprochen wurde.